# Look on Yonder's Wall (альбом)
Look on Yonder's Wall — студійний альбом американського блюзового музиканта Артура «Біг Бой» Крудапа, випущений у 1968 році лейблом Delmark.

## Опис
У 1960-х роках Артур «Біг Бой» Крудап не займався музикою (окрім перерви у 1962 році, коли музикант прибув в Нью-Йорк для запису LP Mean Ol' Frisco на лейблі Fire). Delmark надіслав листа Крудапу у Форрест, Міссіссіпі, який був переадресований на адресу у Френктаун, де мешкав музикант, і на початку 1967 року була отримана відповідь, в якій зазначалось, що Артур Крудап живий і згоден повернутися до студії звукозапису. Йому був надісланий екслюзивний контракт, який після підписання ним, надісланий назад, і Крудап прибув до Чикаго, для участі у ритм-енд-блюзовому фестивалі при Чиказькому університеті 1967 року. Як виявилось, це був перший для Крудапа виступ перед такою кількістю слухачів, і перший такий виступ перед білою аудиторією.
На той час Крудап провів вікенд в кав'ярні Avant Garde в Мілвокі, де йому акомпанував гітарист Едвард Ел. Сесії звукозапису декілька разів були відкладені, однак перша сесія відбулась 25 травня 1967 року, в якій Крудап зіграв під акомпанемент басиста Ренсома Ноулінга (з яким раніше записувався на Bluebird у 1940-х). Керівництво лейблу чуло виступ Крудапа і Ела у Мілвокі, тому для другої сесії для цього LP були запрошені Дейв Маєрс (на той момент грав з Джуніором Веллсом), Ернест Джонсон (з гурту Сема Лея) і ударник Джадж Райлі, який (разом з Ноулінгом) записав багато сесій з Крудапом наприкінці 1940-х на Bluebird.
Альбом був випущений Delmark у 1968 році у серії «Roots of Jazz Series». На звороті конверту присвята Ренсому Ноулінгу, який помер у 1967 році перед виходом цього LP. У 1997 році альбом перевидано Delmark на CD з двома додатковими треками — «Ramblin' Blues» (раніше не видавався) і «When I Lost My Baby» (вийшов на Crudup's Mood на Delmark).

## Список композицій
1. «Look on Yonder's Wall» (Елмор Джеймс, Маршалл Сегорн) — 3:33
2. «Questionnaire Blues» (Артур «Біг Бой» Крудап) — 3:58
3. «That's All Right» (Артур «Біг Бой» Крудап) — 2:48
4. «Rock Me Mama» (Артур «Біг Бой» Крудап) — 2:28
5. «Katie Mae» (Артур «Біг Бой» Крудап) — 4:42
6. «Dust My Broom» (Роберт Джонсон) — 3:13
7. «Landlord Blues» (Артур «Біг Бой» Крудап) — 4:13
8. «Coal Black Mare» (Артур «Біг Бой» Крудап) — 4:19
9. «Blues Out The Sky»
  1. «Walk Out on the Road» (Артур «Біг Бой» Крудап) — 3:06
  2. «I'm All Alone» (Артур «Біг Бой» Крудап) — 6:14
10. «You'll Be Old Before Your Time» (Артур «Біг Бой» Крудап) — 4:13

## Учасники запису
- Артур «Біг Бой» Крудап — вокал, гітара
- Ренсом Ноулінг — контрабас (2—4, 7—10)
- Едвард Ел — соло-гітара (1, 5, 6, 9)
- Дейв Маєрс  — бас-гітара (Fender) (1, 5, 6, 9)
- Лоуренс «Джадж» Райлі — ударні (1, 5, 6, 9)

Технічний персонал
- Боб Кестер — продюсер
- Ед Коді — інженер
- Збігнев Ястшебський — дизайн обкладинки
- Джордж Вілкерсон — фотографія